# Zinaida Sendriūtė
Zinaida Sendriūtė (20. prosinca 1984.) litavska je bacačica diska. Na OI 2012. u Londonu bila je osma s najboljim hicem od 61.68 metara. Osobni rekord bacila je u Kaunasu u svibnju 2013. godine koji je iznosio 65,97 metara.